# DAZN
DAZN (pronuncia inglese [dəˈzoʊn]) è un servizio a pagamento in streaming di eventi sportivi, sia in diretta che in differita. Fondato a Londra da DAZN Group (già Perform Group) l'8 luglio 2015, al 2024 è disponibile in trenta Paesi, tra cui Germania, Austria, Svizzera, Giappone, Italia, Canada, Stati Uniti, Spagna e Brasile. La società occupa circa tremila dipendenti.

## Nel mondo
DAZN è stato lanciato in Austria, Germania e Svizzera il 10 agosto 2016, cui hanno fatto seguito il Giappone il 23 agosto 2016 e il Canada l'anno successivo. Nel settembre del 2018 il servizio è stato lanciato negli Stati Uniti, mentre il 28 febbraio 2019 la piattaforma ha debuttato anche in Spagna. Il 27 settembre 2022 DAZN annuncia di aver acquisito Eleven Sports, società attiva nello streaming di eventi sportivi. La stessa DAZN, decide di mettere fine alle attività di Eleven Sports dal 24 luglio 2023 e trasferisce a DAZN tutti i contenuti e i diritti detenuti da Eleven in quel momento.

## In Italia
In Italia la piattaforma è disponibile dal 1º luglio 2018 e, a partire dalla stagione calcistica 2018-2019, trasmette in esclusiva tutta la Serie B e tutta la Serie A oltre a un certo numero di altri eventi calcistici e sportivi.
Mediaset Premium, tramite accordo con DAZN, ha garantito senza ulteriori variazioni di prezzo le tre partite di Serie A e tutta la Serie B nel proprio pacchetto Calcio. Il 23 luglio 2018 anche Sky Italia annuncia un'intesa con il gruppo britannico per poter includere l'applicazione di DAZN sulla neonata piattaforma Sky Q, in modo da poter trasmettere in streaming sulla propria piattaforma le tre partite di Serie A acquistate in esclusiva da DAZN ogni settimana di campionato (ovvero 114 partite l'anno), nonché tutta la Serie B. L'accordo Sky-DAZN non era comunque vincolato al solo decoder Sky Q ed era infatti possibile fruire del servizio in streaming su tutti i dispositivi abilitati, tra cui cellulari e tablet iOS e Android, vari modelli di Smart TV, Chromecast, Amazon Fire TV Stick, Xbox One e PlayStation 4. Il servizio era fruibile solo con account personale attivato tramite il codice di acquisto a pagamento fornito dalla stessa Sky.
Dal 1º agosto 2019 sono visibili sulla piattaforma, in modalità lineare, i canali Eurosport 1 ed Eurosport 2. Il 31 agosto DAZN e Sky siglano un nuovo accordo, che prevedeva la creazione del canale satellitare DAZN 1, un canale lineare con il meglio dell'offerta sportiva di DAZN che inaugura le trasmissioni sulla piattaforma il 20 settembre. L'accordo prevedeva anche l'accesso totalmente gratuito al servizio DAZN ai clienti Sky da più di tre anni, con attivi sul proprio abbonamento i pacchetti Sky Sport e Sky Calcio, oltre che al lancio dell'applicazione su Now Smart Stick e Now TV Box.
Il 14 settembre debuttano sulla piattaforma i canali tematici Inter TV e Milan TV.
Da marzo 2020 è visibile sul servizio anche la MotoGP, di cui DAZN trasmetterà le due stagioni successive senza esclusiva.
Il 26 marzo 2021 DAZN si aggiudica i diritti per la trasmissione di tutte le 380 partite stagionali del campionato di Serie A per il triennio 2021/2024, di cui 266 in esclusiva e 114 in condivisione con Sky. Dalla stagione 2021/2022 e per le successive due, non in esclusiva, l'emittente trasmette anche gli incontri dell'Europa League e alcune partite della nuova Conference League.
Il 1º luglio 2021 i canali DAZN 1 e DAZN 1+ (attivo solamente durante le partite in contemporanea) terminano le trasmissioni su Sky Italia, per poi riprenderle il 20 agosto 2021 sul digitale terrestre e sull'app come unico canale: DAZN Channel.
Il 10 novembre 2021 sbarca su DAZN il canale tematico Juventus TV.
Il 4 maggio 2022 debutta sulla piattaforma il canale Red Bull TV. Dall'11 luglio 2022, secondo disposizioni AGCOM, DAZN attiva il proprio call center e l'assistenza via chat su WhatsApp per tutti i propri abbonati.
Il 5 agosto 2022 DAZN Channel cambia nome in Zona DAZN e viene lanciato sul digitale terrestre il canale Zona DAZN 2, dedicato alla trasmissione di eventi in contemporanea. Il successivo 8 agosto DAZN e Sky annunciano una partnership, grazie alla quale l'app torna disponibile su Sky Q e vengono attivati sul satellite cinque canali ZONA DAZN (214, 215, 216, 217, 218) per la trasmissione delle 266 partite stagionali di Serie A detenute in esclusiva da DAZN, oltre che a una selezione dei migliori eventi della piattaforma streaming. Dal 13 al 16 ottobre rende disponibile in alcuni cinema il suo primo lungometraggio, Stavamo bene insieme, dove sei giocatori del Milan ricordano il quinquennio dal 2002 al 2007, con particolare riferimento alle tre finali di Champions League raggiunte nel periodo.
Dal 2024 DAZN trasmette alcune partite di Serie A (fino a un massimo di 5 per campionato) in chiaro; la prima partita a essere trasmessa in tale modalità è stata Milan-Napoli. Inoltre è trasmesso in chiaro il Mondiale per club del 2025.

## Disservizi
DAZN ha presentato all'esordio problemi di streaming, creando disservizi per i propri utenti che spesso non riescono a seguire le dirette delle partite di Serie A. Ciò ha spinto l’Autorità per le Garanzie nelle Comunicazioni (Agcom) a chiedere alla piattaforma di streaming di inviare «chiarimenti urgenti». Agcom ha parlato anche di rimborsi e nello specifico di «provvedere celermente a erogare gli indennizzi previsti dall’ultima delibera dell’Autorità».
Il Consiglio dell’Autorità garante delle comunicazioni (Agcom) è intervenuto con tre provvedimenti sulla questione della trasmissione da parte di Dazn delle partite della Serie A di calcio.
Il primo provvedimento riguarda la “definizione di parametri di qualità per la fruizione del servizio di diffusione in live streaming delle partite”. Agcom sostiene che “al fine di tutelare il diritto degli abbonati di vedere garantita in modo soddisfacente senza interruzioni ciascuna partita, sono stati definiti parametri di qualità oggettivi, soglie e criteri per gli indennizzi da corrispondere in caso di disservizio e si è proceduto alla quantificazione degli stessi”. I parametri e le metriche utilizzate per valutare la qualità dell’esperienza di visione – malfunzionamenti nell’accesso alla piattaforma (Map) e all’evento (Mae), risoluzione video (Rmin), numero di disconnessioni dall’evento, tempo di freezing totale (Tft) – consentiranno a ciascun abbonato di verificare l’adeguatezza del servizio fruito e, ove ne ricorrano le condizioni, richiedere indennizzi al fornitore del servizio medesimo. Dazn dovrà rendere disponibile a ciascun utente, all’interno dell’applicazione di riproduzione del video in corrispondenza della schermata in visione, una finestra apribile con click contenente informazioni circa i valori dei parametri misurati durante lo streaming degli eventi e conservare in una apposita sezione dell’area riservata dell’utente valori di tutti i parametri funzionali agli indennizzi per almeno sei mesi dal termine di ciascun evento.
Il cliente per poter richiedere l’indennizzo attraverso il Conciliaweb di Agcom dovrà produrre i contratti di adesione con il fornitore del servizio live streaming e di accesso a internet con indicazione della banda minima garantita. In aggiunta, potrà allegare alla richiesta di indennizzi la schermata dell’esecuzione del Misura Internet Speed Test dell’Agcom con la velocità di download e i valori dei parametri Mae-Map, Tft e Rmin.
In caso di accoglimento della richiesta, Dazn dovrà corrispondere – sotto forma di sconto in fattura ovvero come rimborso – un importo pari al 25% dell’abbonamento mensile dell’utente, al netto di eventuali sconti o promozioni, fino ad un massimo di quattro volte in un mese pari al 100% dell’abbonamento mensile, al netto di eventuali sconti o promozioni.
La richiesta di indennizzo dovrà essere presentata entro sette giorni dall’evento. DAZN dovrà adeguarsi al provvedimento entro tre mesi, quindi entro aprile. Nei successivi due mesi, e comunque prima dell’inizio del prossimo campionato, l'Autorità verificherà l’eventuale necessità di modifiche al provvedimento.
Il secondo provvedimento consiste nell’avvio di un procedimento sanzionatorio nei confronti di Dazn per non aver compiutamente ottemperato l’ordine con il quale l’Autorità ha intimato alla società di adottare “ogni necessaria misura ai fini del rispetto dei diritti dell’utenza, implementando un servizio di assistenza clienti efficace ed efficiente, che prevedesse la possibilità di un contatto diretto con una persona fisica, oltre ad ogni accorgimento di natura tecnica funzionale a prevenire i malfunzionamenti della propria piattaforma di origine del segnale televisivo trasmesso”, deciso nella delibera 334 del 7 ottobre 2021).
Agcom ha ritenuto allo stato insufficienti le iniziative poste in essere dalla società sia per quanto riguarda la struttura del sistema di assistenza clienti che la qualità delle trasmissioni delle partite in live streaming proponendo al Consiglio l’avvio di un procedimento sanzionatorio.
Il terzo provvedimento, infine, conclude il procedimento avviato dall’Autorità con la delibera 268 del 2021 per la verifica della metodologia di misurazione delle audience del campionato di calcio di Serie A allo scopo di accertare l’attendibilità del dato prodotto da Dazn in materia di sistemi di rilevazione degli indici di ascolto nel nuovo ecosistema digitale.
Con tale provvedimento l’Autorità ha stabilito che – per la stagione sportiva in corso – il dato di audience cui fare riferimento è il dato certificato rilasciato dalla società Auditel, e ha disposto che, per le stagioni sportive 2022/2023 e 2023/2024, la certificazione del dato di ascolto degli eventi trasmessi da Dazn sia comunque garantita attraverso la misurazione da parte di un Jic (Joint Industry Committee) operante sul mercato nazionale in grado di produrre un dato univoco, trasparente e certificato di total audience in conformità alla regolamentazione vigente. L’implementazione della soluzione deve essere avviata tempestivamente allo scopo di consentirne l’effettività dall’avvio della stagione sportiva 2022/2023. Il provvedimento fa comunque salve eventuali soluzioni metodologiche che gli operatori del mercato sottopongano all’Autorità in attuazione del citato atto di indirizzo e sulla scorta delle linee guida Upa.
Il Consiglio ha approvato i tre provvedimenti a maggioranza (con il voto contrario della commissaria Elisa Giomi per i primi due e l’astensione per il terzo).
Dazn ha fatto sapere che “prende atto delle deliberazioni di Agcom in merito ai tre provvedimenti per qualità del servizio, tutela dei consumatori e indici ascolto, riservandosi di leggere il dettaglio delle decisioni prese dall’Autorità”.

## Diritti televisivi in Italia

### Basket

#### Estero
- National Basketball League (Australia) (una selezione di partite)
- Basketball Champions League (tutte le partite delle squadre italiane)

### Boxe
- Golden Boy Promotion
- Matchroom Boxing (in esclusiva fino al 2026)

### Calcio

#### Italia
- Serie A (tutte le partite, di cui 266 su 380 in esclusiva, fino alla stagione 2028/2029)
- Serie B (tutte le partite fino al 2027)
- Serie A femminile (tutte le partite in esclusiva fino al 2027)

#### Estero
- Primera División (tutte le partite in esclusiva fino alla stagione 2028/2029)
- Segunda División (tutte le partite importanti fino alla stagione 2026/2027)
- Liga F (tutte le partite fino alla stagione 2026/2027)
- FA Women's Super League
- National Women's Soccer League
- Frauen-Bundesliga
- Liga Portugal 1 (le partite più importanti in esclusiva fino al 2025/2026)

### Football americano
- NFL (NFL Game Pass in esclusiva fino al 2033)

### Motori
- Nitro Rallycross (in esclusiva)

### Rugby
- Test match (tutti i test match casalinghi di Scozia, Galles e Irlanda in diretta esclusiva)

### Canali tematici
- Eurosport 1
- Eurosport 2
- Inter TV
- Juventus TV
- Milan TV
- NFL Network
- NFL RedZone
- Red Bull TV
- Unbeaten
- DAZN 1

## Organigramma tecnico in Italia

### Conduttori
- Diletta Leotta
- Giorgia Rossi
- Giusy Meloni
- Marco Russo

### Presentatori/Bordocampisti
- Alessio De Giuseppe
- Barbara Cirillo
- Federica Zille
- Tommaso Turci
- Marco Russo
- Davide Bernardi
- Federico Sala

### Telecronisti

#### Calcio
- Alberto Santi
- Alessandro Iori
- Andrea Calogero
- Dario Mastroianni
- Edoardo Testoni
- Orazio Accomando
- Federico Zanon
- Gabriele Giustiniani
- Giorgio Basile
- Giovanni Marrucci
- Lorenzo Del Papa
- Luca Farina
- Marco Calabresi
- Fabrizio Romano
- Pierluigi Pardo
- Riccardo Mancini
- Ricky Buscaglia
- Simone Gamberini
- Tommaso Turci

#### Altri sport
- Alex Dandi (boxe e UFC)
- Giacomo Brunelli (boxe e UFC)
- Matteo Gandini (NFL)
- Niccolò Pavesi (boxe e UFC)
- Maria Pia Beltran (Volley)
- Fabrizio Monari (Volley)
- Lorenzo Castiglia (Volley)

### Opinionisti e commentatori tecnici

#### Calcio
- Alessandro Budel
- Andrea Stramaccioni
- Ciro Ferrara
- Dario Marcolin
- Emanuele Giaccherini
- Fabio Bazzani
- Marco Parolo
- Massimo Ambrosini
- Regina Baresi
- Valon Behrami
- Federico Balzaretti
- Luca Toni
- Sébastien Frey

### Commentatori tecnici arbitrali

#### Calcio
- Luca Marelli
- Manuela Nicolosi